# Prodromi dell'occupazione dei Paesi baltici
Il contesto storico in cui avvenne l'occupazione dei Paesi baltici copre il periodo precedente alla prima occupazione sovietica il 14 giugno 1940, che si estende dall'indipendenza nel 1918 agli ultimatum sovietici nel 1939-1940. I Paesi baltici divennero Stati sovrani durante e dopo la rivoluzione russa del 1917; Il governo di Lenin permise loro di separarsi dall'ex Impero russo e questi firmarono trattati di non aggressione con la Russia sovietica nel corso degli anni '20 e '30. Nonostante gli accordi, gli stati baltici furono coattivamente incorporati nell'Unione Sovietica nel 1940 a seguito del patto Molotov-Ribbentrop del 1939.

## Processo d'indipendenza

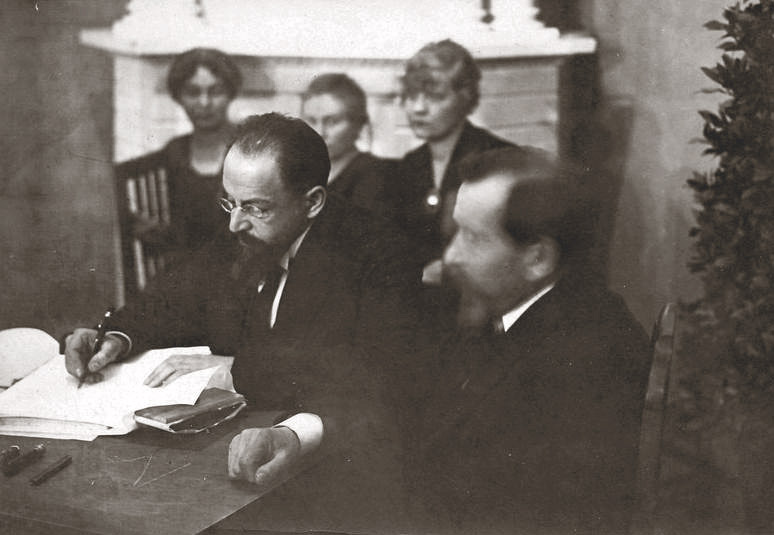
Firma del trattato di Tartu. Adol'f Abramovič Ioffe per la Russia è a sinistra nella foto

L'Impero russo acquisì la regione baltica formata da ducati autonomi amministrati dalla nobiltà balto-tedesca grazie al trattato di Nystad del 1721 e la Curlandia nel 1795. Nel 1914 scoppiò la prima guerra mondiale e nel 1915 l'esercito tedesco occupò la Lituania e la Curlandia incorporandole nell'Ober Ost. Quando l'Impero russo iniziò a crollare, si verificarono moti di indipendenza in molte regioni. Dopo la rivoluzione di ottobre del 1917 in Russia, i leader politici baltici tentarono di stabilire gli stati indipendenti di Estonia, Lettonia e Lituania; tuttavia, il controllo tedesco sulla regione proseguì fino all'inizio del 1918. Più tardi, sempre nel 1918, questa parte dell'Europa orientale fu catapultata nella guerra civile russa: fu anche questo, oltre a diversi altri fattori, a permettere di proclamare l'indipendenza in Lituania il 16 febbraio, in Estonia il 24 febbraio e in Lettonia il 18 novembre 1918.
Tra il 1918 e il 1920, i bolscevichi tentarono di fondare repubbliche sovietiche nell'area baltica. Nel novembre 1918 l'Armata Rossa conquistò Narva e proclamò la creazione della Comunità dei lavoratori estoni, ma fu in grado di operare solo per sei settimane. A dicembre, i comunisti lettoni assunsero il dominio Riga e proclamarono l'instaurazione della Repubblica Sovietica Socialista Lettone. Nel maggio del 1919, il controllo comunista terminò quando la città fu presa dalle forze alleate composte da tedeschi, lettoni e russi bianchi.
Nel 1920, le truppe tedesche si ritirarono e la guerra civile russa giunse nella sua fase finale. Date le circostanze, gli stati baltici firmarono trattati di pace con la Russia sovietica. L'Estonia sottoscrisse il trattato di Tartu il 2 febbraio: la Lituania firmò un atto simile il 12 luglio e la Lettonia il 15 agosto. Nel 1920, tutti e tre gli stati baltici adottarono costituzioni che garantivano il suffragio universale, un sistema multipartitico e parlamentare alla cui guida vi era un presidente. Ai comunisti fu però proibito partecipare alla vita politica.

## Rapporti diplomatici negli anni '20 e primi anni '30

### Alla ricerca di garanzie di sicurezza
Nel 1921 la Lituania e nel 1922 l'Estonia e la Lettonia ottennero tutti un riconoscimento internazionale della loro sovranità. Tutti e tre gli stati aderirono alla Società delle Nazioni nel 1921 e iniziarono a costruire un sistema di alleanze regionali con i loro vicini in Scandinavia e in Europa orientale. Nel sud, la Polonia rinacque riprendendo in mano territori appartenuti prima alla Germania e alla Russia. Inoltre, nell'estate 1920, la Lituania collaborò con i bolscevichi nel tentativo di conquistare Vilnius, causando una rottura delle relazioni diplomatiche con il proprio vicino biancorosso. Volgendo lo sguardo più a nord, anche la Finlandia era stata amministrata dai russi dal 1809 fino all'indipendenza ottenuta nel 1918. I finlandesi preferirono stringere relazioni con il resto della Scandinavia piuttosto che con gli stati baltici. A ovest, la Svezia perseguì una politica di neutralità, ma durante il decennio 1920 assunse un ruolo più attivo nella regione geografica.
Tra il 1917 e il 1934, gli stati baltici lavorarono per migliorare la sicurezza e tentarono senza successo di costruire un blocco regionale che unisse la Scandinavia alla Romania. Gli estoni e i lettoni conclusero una convenzione militare nel 1923. Inoltre, gli estoni e i lettoni fecero un esercizio militare congiunto nel 1931, ma non fu ripetuto e la collaborazione rimase in seguito una lettera morta. Tuttavia, i finlandesi e gli estoni parteciparono ad esercitazioni militari segrete congiunte nei primi anni '30, ricostruendo le batterie navali zariste. Solo nel 1934, la Lituania aderì all'accordo sull'Intesa baltica.
Nonostante la questione ancora irrisolta relativa a Vilnius (la città non era in mano ai lituani), gli stati baltici si dichiararono disponibili a coinvolgere i polacchi. Il cosiddetto accordo di Varsavia fu firmato nel marzo del 1922 da Finlandia, Polonia, Estonia e Lettonia, ma il parlamento finlandese non riuscì a ratificarlo.

### Accordi commerciali e di non aggressione tra Germania e Unione Sovietica
La conferenza di Genova dell'aprile 1922 tra Germania, Unione Sovietica e potenze alleate fu un tentativo di ricostruire l'Europa. Presto tedeschi e sovietici aderirono al Trattato di Rapallo, il quale prevedeva la reciproca liquidazione dei debiti di guerra e il riconoscimento dello stato sovietico. Fu anche l'inizio di una cooperazione economica diretta tra le due potenze. I presidenti baltici persero la possibilità di pianificare un consorzio internazionale per commerciare con i sovietici. Successivamente, il Patto di Locarno del 1925 fornì un quadro più chiaro dell'Europa interbellica. Tale atto fece luce sui confini occidentali della Germania, ma lasciava ancora irrisolta la questione relativa a quelli orientali. I tedeschi e i sovietici sottoscrissero il trattato di Berlino nel 1926 poiché i sovietici temevano che l'Occidente potesse coalizzarsi con la Germania in chiave anti-bolscevica. Gli stati baltici furono avvertiti di non diventare avamposti militari della Gran Bretagna contro l'Unione Sovietica.
La Germania coltivò relazioni costruttive con gli Stati baltici, in particolare con la Lettonia. Quest'ultima assunse il ruolo di intermediario per migliorare le relazioni con l'Unione Sovietica. La Lettonia riuscì a firmare un accordo commerciale con la Germania nel 1926 e con l'Unione Sovietica nel 1927. Nello stesso periodo, la Lituania firmò un accordo commerciale con la Germania nel maggio del 1926 mentre l'Unione Sovietica, nella speranza di maggiore collaborazione, firmò un patto di non aggressione con la Lituania nel settembre 1926: i russi riconoscevano le pretese territoriali lituane sulla regione di Vilnius.
La situazione appariva stabile per gli stati baltici. L'Unione Sovietica non rappresentò una minaccia significativa poiché l'ascesa al potere di Joseph Stalin era allora in corso e lo stato abbandonò le idee precedenti per perseguire la politica del socialismo in un solo Paese. I sovietici firmarono patti di non aggressione con gli stati vicini tra il 1926 e il 1933, tra cui Finlandia, Lettonia, Estonia e Polonia.

## Nuove instabilità in Europa

### Affermazione dei regimi totalitari
All'inizio degli anni '30 la comunità internazionale cominciò a vacillare per varie ragioni. In primis, la crisi del 1929 innescò un crollo economico verticale. In secondo luogo, le conseguenze della Grande Guerra e la paura del comunismo causarono la nascita di regimi totalitari in Giappone, Germania e Italia. Le crisi economiche destabilizzarono la politica interna degli Stati baltici, provocando l'ascesa di regimi autoritari. Antanas Smetona e Augustinas Voldemaras avevano già assunto il potere con un colpo di stato nel 1926; sia l'Estonia che la Lettonia seguirono l'esempio nel 1934. Mentre Konstantin Päts divenne capo di stato in Estonia, poco dopo Kārlis Ulmanis acquisì la carica di Primo Ministro in Lettonia. Inoltre, a causa della Grande Depressione, i due principali partner commerciali degli Stati baltici, Gran Bretagna e Germania, limitarono le loro importazioni dalla regione baltica per favorire scambi nazionali.
L'ascesa al potere di Adolf Hitler in Germania aumentò le paure sovietiche e rese complicata la situazione dei baltici tra le due superpotenze. I tedeschi risposero alla crisi bancaria del 1931 introducendo la politica del Grossraum wirtschaft. In virtù di esso, si scambiavano beni materiali anziché denaro: questo sistema favorì la proliferazione dei canali commerciali tra teutonici e baltici e rese più vicini i diversi Paesi: la Germania riuscì però a imporsi meglio nelle relazioni con i Balcani. Nel gennaio del 1934, i tedeschi e i polacchi firmarono un patto di non aggressione.
Nel marzo del 1934, il commissario sovietico per gli affari esteri Maksim Litvinov chiese all'ambasciatore tedesco presso Mosca Rudolf Nadolny, garanzie sugli stati baltici "precedentemente parte dell'ex impero russo". Hitler pose il veto sull'accordo proposto e Nadolny si dimise. In seguito, i sovietici passarono al piano "Locarno orientale", originariamente proposto dal ministro degli esteri francese Louis Barthou. In virtù di esso, le truppe sovietiche avrebbero potuto entrare negli Stati baltici in nome dei patti di mutua assistenza. Date le conseguenze, l'Intesa baltica del settembre 1934, grazie alla quale gli Stati baltici seguivano percorsi di politica estera collettiva, sebbene non disponesse di un corpo militare.

### Le tappe della cooperazione nazista-sovietica
La Germania aumentò la portata del suo potere e autorità con l'accordo navale anglo-tedesco nel 1935 e la rimilitarizzazione della Renania nel 1936. Per tutta risposta, i comandanti militari baltici furono invitati alla celebrazione del Calendimaggio a Mosca nel 1936. Durante la loro visita un ufficiale estone fu messo in guardia dall'influenza tedesca e gli fu offerta un'alleanza militare con l'Unione Sovietica. Il capo di partito bolscevico di Leningrado Andrej Ždanov tenne un discorso all'VIII Congresso dei Soviet nel novembre 1936, in cui avvertì gli stati di confine di non agire per conto delle potenze fasciste e suggerì un intervento dell'Armata Rossa dall'altra parte del confine.
Successivamente, la Germania annesse l'Austria nel marzo del 1938. Pochi giorni più tardi la Polonia consegnò un ultimatum, chiedendo che la Lituania firmasse un trattato di pace con la Polonia. Senza il sostegno della Lettonia e dell'Estonia, i lituani dovettero accettare le condizioni poste dai polacchi. A settembre i tedeschi occuparono la Cecoslovacchia. Successivamente, i tedeschi pianificarono di riconquistare il corridoio di Danzica e Klaipėda in Lituania. Il 20 marzo 1939, i tedeschi intimarono la Lituania di cedere Klaipėda. Due giorni dopo i lituani furono d'accordo, perdendo il 30% della loro capacità industriale e il loro maggiore porto marittimo. Lo smembramento della Cecoslovacchia fece sì che Francia e Gran Bretagna garantissero l'integrità polacca il 30 marzo.

Divisioni pianificate ed effettivamente poste in essere dell'Europa orientale secondo il patto Molotov-Ribbentrop: sono riportati anche i successivi adeguamenti

L'Unione Sovietica si mostrò pacifica con gli Stati baltici nel 1937-1938. Mosca vide di buon occhio l'Intesa baltica e il maresciallo sovietico Alexander Egorov visitò tutte e tre le capitali del Baltico nel 1937. Tuttavia, più o meno nello stesso periodo l'Unione Sovietica predispose difese ai confini di Finlandia, Estonia e Lettonia e commise violazioni dello spazio aereo. All'inizio del 1939, tedeschi e sovietici iniziarono incontri segreti volti a raggiungere un'intesa. Gli inglesi abbandonarono l'idea dell'intervento navale nel Baltico a seguito dell'accordo navale anglo-tedesco nel 1935. Ciononostante, i politici britannici fecero visita nell'area e esportarono armamenti. Nel 1939, gli inglesi e i francesi fornirono agli Stati baltici "rassicurazioni" dall'Unione Sovietica. Gli stati baltici avrebbero preferito rimanere neutrali, ma le uniche opzioni disponibili rimanevano i tedeschi o sovietici. Nel giugno del 1939, Estonia e Lettonia cedettero alle pressioni tedesche e firmarono patti di non aggressione.
Alla fine di giugno, il generale tedesco Franz Halder viaggiò in Estonia e Finlandia e, successivamente, l'ammiraglio Wilhelm Canaris si recò in Estonia. Le visite non avevano scopi secondari, ma i sovietici le consideravano comunque ostili. La Germania e l'Occidente fecero a gara per favorire i sovietici. I francesi si dichiararono pronti a consegnare gli stati baltici ai sovietici al fine di ultimare un accordo, mentre gli inglesi rifiutarono. Parigi e Londra continuarono ad intrattenere conversazioni militari a Mosca nell'agosto del 1939. I sovietici chiesero che le potenze occidentali occupassero basi in Finlandia e negli Stati baltici e poi le consegnassero all'Armata Rossa. Più tardi, il ministro degli esteri tedesco Joachim von Ribbentrop giunse a Mosca per negoziare la fase finale di un nuovo patto, in seguito noto come Patto Molotov-Ribbentrop. In tale protocollo segreto, i tedeschi e i sovietici spartivano Finlandia, Estonia, Lettonia, Lituania, Polonia e Bessarabia tra le loro sfere di influenza. Dopo l'invasione tedesca della Polonia il 1º settembre, un secondo protocollo segreto emesso il 28 settembre assegnò la Lituania alla sfera di interesse sovietica.

## Ultimatum e successive occupazioni sovietiche

### Installazione di basi militari

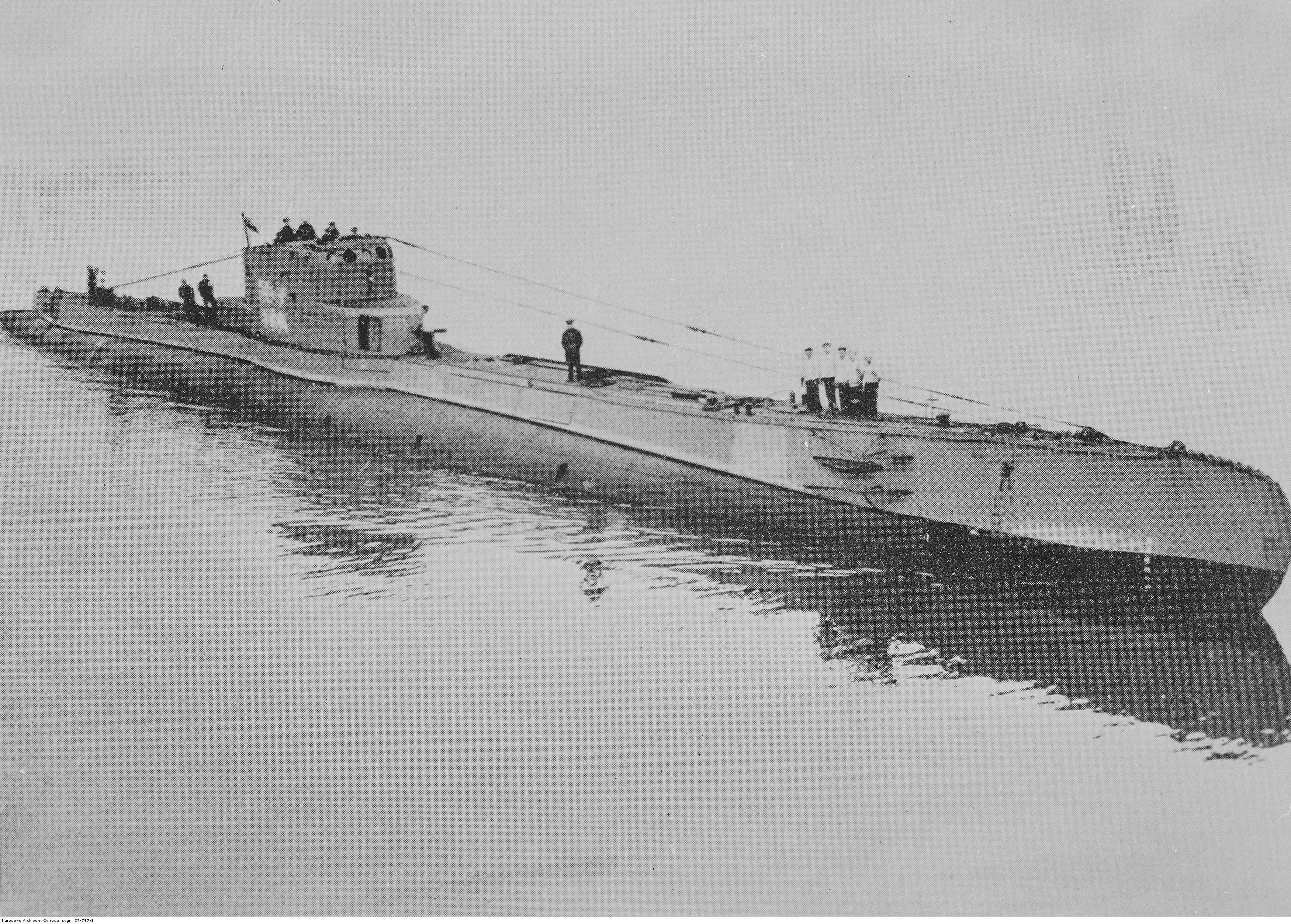
Sottomarino polacco ORP Orzeł a Rosyth all'inizio del 1940

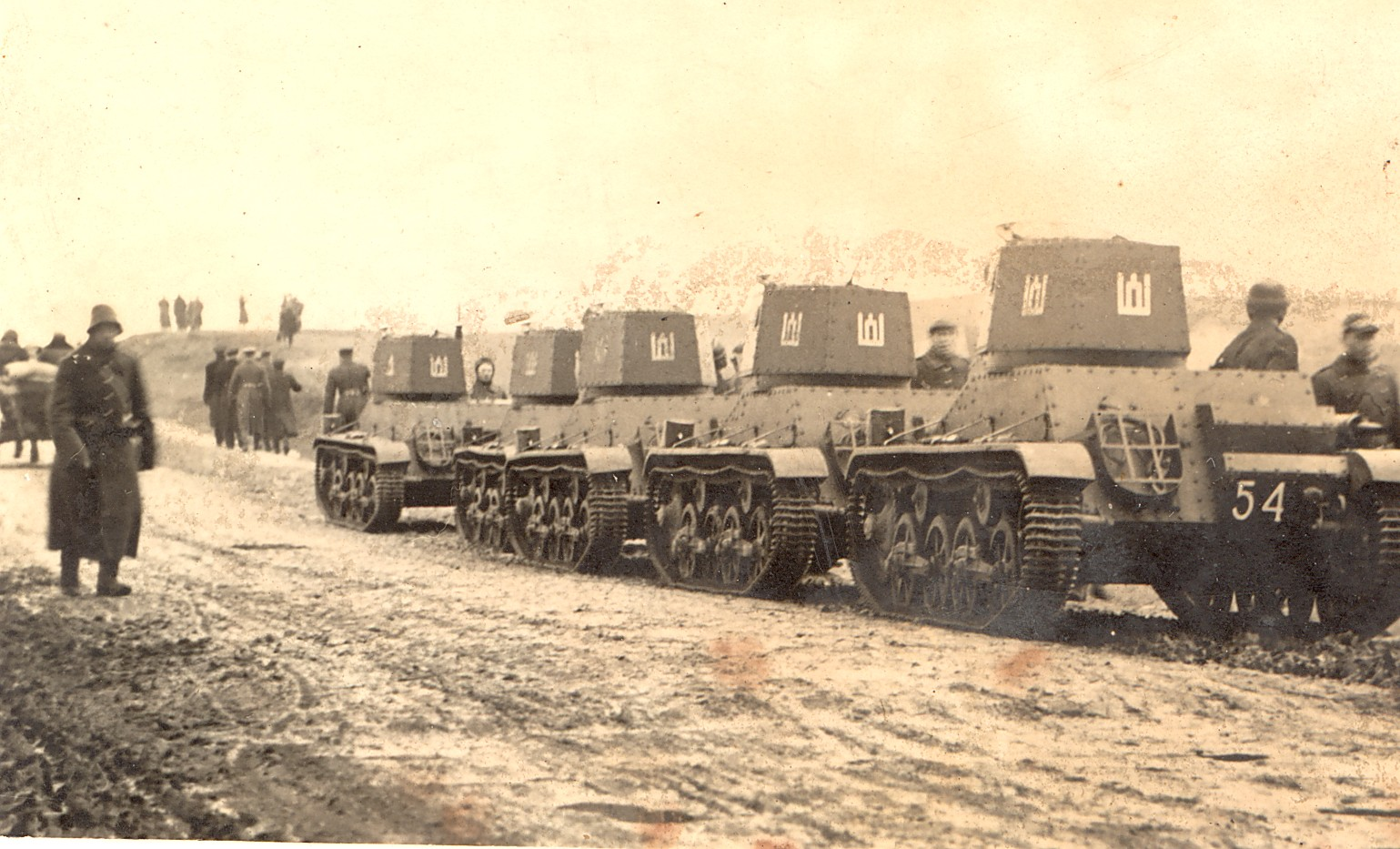
Carri armati lituani diretti a Vilnius nel 1939 in accordo con i contenuti del trattato di mutua assistenza sovietico-lituano

Il 23 agosto 1939 l'Unione Sovietica si assicurò il controllo virtuale sugli stati baltici con il Patto Molotov-Ribbentrop, che li faceva ricadere come sfera di influenza sovietica. Il 16 settembre prevalse nella battaglia di Khalkhin Gol, uno scontro che aveva tenuto impegnate le truppe sovietiche contro il Giappone e il Manciukuò presso le rive del fiume Khalkha, a cavallo delle odierne Cina e Mongolia. I sovietici invasero la Polonia il giorno seguente, il 17 settembre, ultimando la conquista il 6 ottobre. Dopo aver occupato la Polonia orientale, i sovietici fecero pressioni sulla Finlandia e sui Paesi baltici affinché concludessero trattati di mutua assistenza. Fu altresì messa in dubbio la neutralità dell'Estonia in seguito alla fuga di un sottomarino polacco il 18 settembre. Una settimana dopo, il 24 settembre, il ministro degli esteri estone Karl Selter si vide consegnare un ultimatum da Mosca. In esso, i mittenti chiedevano la stipulazione di un trattato di mutua assistenza che consentisse l'installazione di basi militari russe in Estonia.
All'inizio del 1939, il distretto militare di Leningrado aveva già assegnato 17 divisioni - circa il 10% dell'esercito sovietico - agli stati baltici. Le mobilitazioni furono eseguite di lì a poco. L'ottava armata fu spedita a Pskov il 14 settembre 1939 e la già allertata settima armata fu posta sotto il distretto militare di Leningrado. I preparativi per l'invasione erano ormai prossimi al completamento. Il 26 settembre al distretto militare di Leningrado fu ordinato di "iniziare a concentrare le truppe sul confine estone-lettone e di terminare l'operazione il 29 settembre". L'ordine avvertita pure che "per statuire il momento in cui inizierà l'attacco, verrà emessa una direttiva apposita". Il 24 settembre, navi da guerra della marina sovietica apparvero al largo dei porti estoni e bombardieri sovietici iniziarono ad effettuare minacciosi ispezioni su Tallinn e sulla campagna circostante. L'URSS violò in seguito lo spazio aereo di tutti e tre i Paesi baltici, compiendo preziosissime operazioni di avanscoperta e di raccolta di informazioni il 25 settembre.
Dopo quattro giorni di trattative, gli estoni non ebbero altra scelta che accettare la costruzione delle basi navali, aeree ed militari su due isole estoni e presso il porto di Paldiski. Il numero di truppe sovietiche posizionate in Estonia toccò le 25.000 unità. Il patto di mutua assistenza venne firmato il 28 settembre e i sovietici hanno stipularono trattati simili con la Lettonia il 5 ottobre e la Lituania il 10 ottobre. Quest'ultimo trattato trasferì la regione di Vilnius alla Lituania. La Finlandia fu sollecitata ad avviare negoziati simili il 5 ottobre. A differenza dei Paesi baltici, i negoziati finlandese-sovietici durarono settimane e furono infruttuosi. I sovietici decisero quindi di invadere la Finlandia il 30 novembre. I finlandesi furono in grado di resistere agli invasori per oltre tre mesi; la nazione scandinava perse oltre il 10% dei suoi territori, ma preservò la sua sovranità.

### Occupazione e annessione

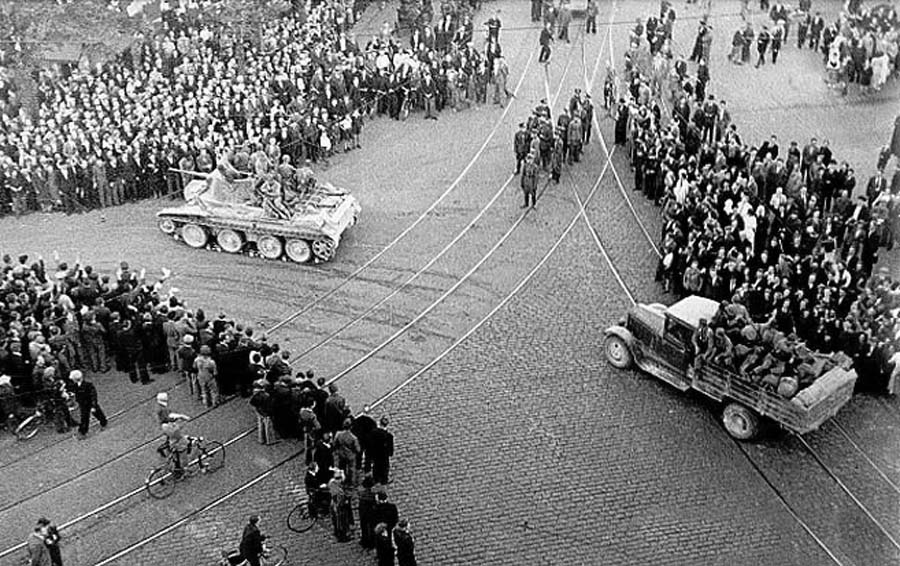
Carri armati sovietici nel centro di Riga, 1940

Nel dicembre del 1939, i comunisti lettoni furono chiamati a consultarsi a Mosca. Tra gli argomenti di discussione rientrava, tra l'altro, la raccolta di informazioni su coloro che si ritenevano ostili ai sovietici. Nel maggio 1940, i sovietici cambiarono il piano originale di aggredire militarmente la Lettonia, pensando invece di renderla uno Stato fantoccio. Il modello di riferimento rimaneva la Repubblica Democratica Finlandese, istituita dai sovietici il primo giorno della guerra d'inverno. I sovietici misero in atto una campagna propagandistica contro le presunte simpatie alleate dei governi del Baltico. A maggio i tedeschi invasero la Francia; il Paese fu invaso e occupato nel giro di un mese. Essendo le attenzioni europee focalizzate altrove, Stalin fu determinato a procedere nel suo piano: alla fine di maggio e all'inizio di giugno, gli stati baltici furono accusati di tramare contro l'Unione Sovietica. Il 15 giugno, il governo lituano non ebbe altra scelta che accettare l'ultimatum sovietico e consentire l'ingresso di un numero indeterminato di truppe sovietiche. Il primo ministro Antanas Smetona propose di resistere militarmente ai sovietici, ma il governo rifiutò, proponendo che un proprio candidato guidasse il Paese. Tuttavia, i sovietici rifiutarono e mandarono Vladimir Dekanozov a farsi carico degli affari mentre l'Armata Rossa era intenta ad occupare lo stato.
Il 16 giugno anche Lettonia ed Estonia ricevettero degli ultimatum. L'Armata Rossa le occupò poco dopo. I sovietici posero Andrej Vyšinskij a capo della Lettonia e Andrej Ždanov in Estonia. I nuovi governi dello stato baltico si formarono il 18 e 21 giugno con il sostegno di fronti popolari e vennero confermati in carica con le elezioni palesemente truccate del 14 e del 15 luglio. Pochi giorni dopo, il 18 luglio, i "manifestanti" nelle principali città baltiche chiesero l'incorporazione nell'Unione Sovietica. Tre giorni dopo, tutti e tre i parlamenti dichiararono che i loro stati erano repubbliche sovietiche e fecero richiesta di adesione. La Lituania fu assimilata il 3 agosto, la Lettonia il 5 agosto e l'Estonia il 9 agosto. I risultati elettorali furono successivamente impiegati per indirizzare le deportazioni sovietiche dall'Estonia.